# Milionia glaucula
Milionia glaucula là một loài bướm đêm trong họ Geometridae.